# Irene Siricena
Irene Siricena (en griego: Εἰρήνη Συρίκαινα) fue la tercera emperatriz consorte de Manuel I de Trebisonda. Ella puede ser la misma Irene Siricena quien Miguel Panareto menciona que fue lapidada en septiembre de 1332 en las purgas que siguieron a la ascensión de Basilio de Trebisonda al trono.

## Nombre
La forma masculina de su apellido ha sido sugerido como «Siriceno» o «Sirico». El nombre puede estar relacionado con la isla de Siros o a los términos de «Sirios», «Sirico», «Siriaco», todos del idioma griego para Siria. El término geográfico de Siria también se aplicó a Celesiria y Transjordania.

## Emperatriz
Irene es mencionada brevemente en la crónica de Miguel Panareto: «Y el hijo del señor Manuel con la señora Irene Siricena, el señor Jorge Comneno, ascendió en el trono y reinó durante catorce años». Esto indica que ella era la madre de Jorge, el emperador de Trebisonda y Juan II de Trebisonda, considerados como los hijos más jóvenes de Manuel. El matrimonio de Irene y Manuel se produjo probablemente en la década de 1250 o principios de los 1260.
Manuel tuvo al menos dos hijas cuya madre no es mencionada, y que podrían ser hijos con Irene. Una de las hijas se casó con Demetrio II de Georgia, la otra se casó con uno de sus Didebul. Aunque se ha mencionado en las genealogías modernas como un nombre, «Didebul» era en realidad un título. Según «The Bagrationi (Bagration) Dynasty» de Christopher Buyers, los Didebul eran «nobles no hereditarios de alto rango».
Panaretos registro que Manuel murió en marzo de 1263. Fue sucedido por Andrónico II de Trebisonda, el hijo único conocido con Ana Xylaloe, su primera esposa.